# 井筒部屋

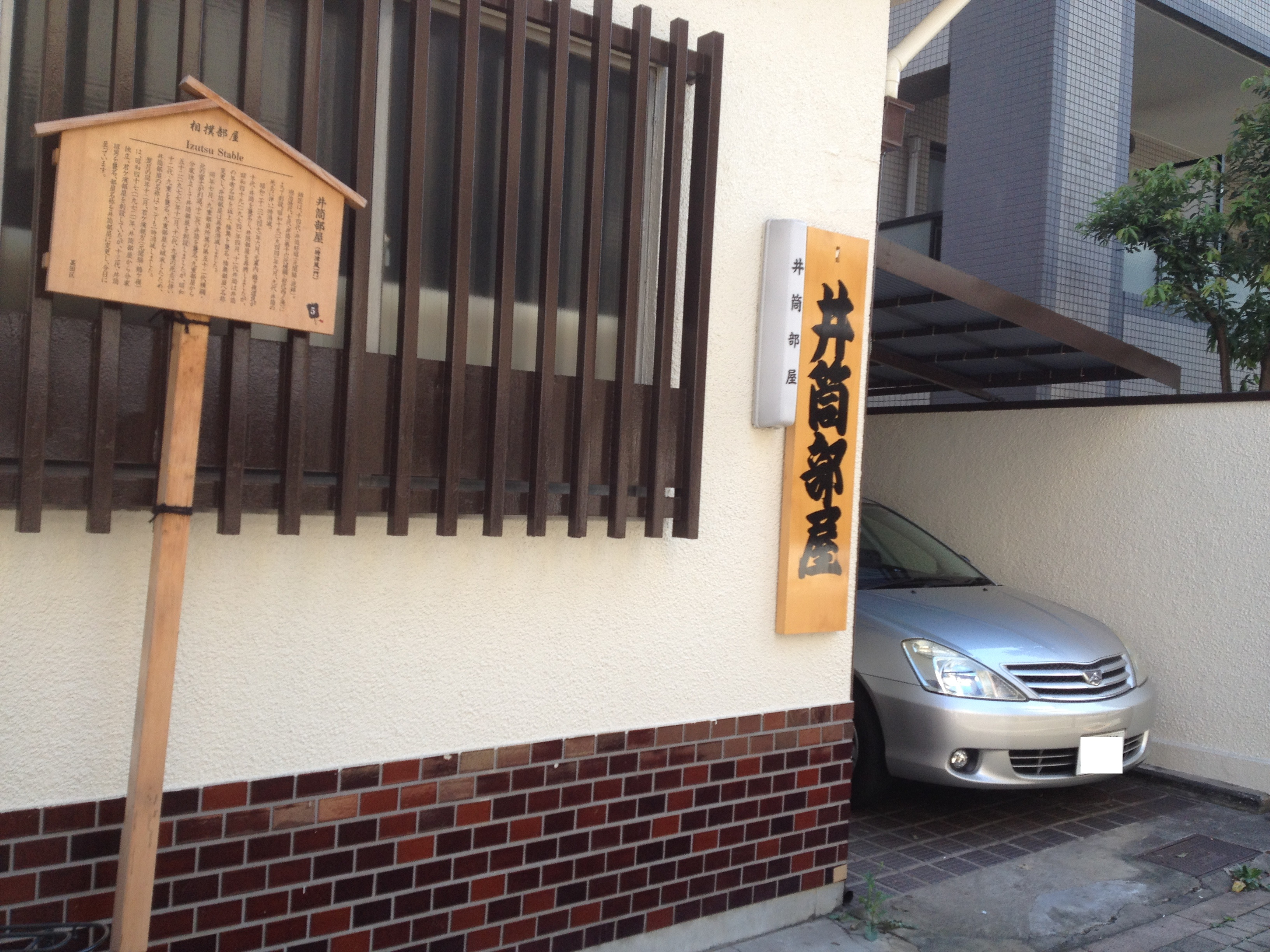

井筒部屋（いづつべや）は、かつて存在した日本相撲協会所属の相撲部屋。本項では14代（鶴ヶ嶺）が運営していた君ヶ浜部屋についても記す。

## 歴史

### 創設から高砂一門時代
歴史上最初に確認できる井筒部屋は、1884年（明治17年）に引退した6代井筒の幕内・井筒菊治郎が興した。6代井筒は二枚鑑札で井筒部屋を運営していたが、1887年（明治20年）に死去して部屋は閉鎖された。
その後、明治後期に第16代横綱・初代西ノ海嘉治郎（薩摩国高城郡出身）が8代井筒を襲名して高砂部屋から分家独立し、現在までの流れの源となる井筒部屋を創設した。
8代は第25代横綱・2代西ノ海嘉治郎を初めとして、駒ヶ嶽、大江山松太郎の2大関や関脇・逆鉾与治郎（鹿児島県出身）を育て上げた。鹿児島出身だったことから、同県出身の若者の多くがその後も井筒部屋の門を叩いている。
なお、6代と8代の間に師弟関係はない。
2代西ノ海（鹿児島県出身）が9代井筒を継承して、第30代横綱・3代西ノ海嘉治郎（鹿児島県出身）をはじめ、大関・豊國福馬、関脇・錦洋与三郎、小結・宮城山正見、幕内・逆鉾盛吉、一ノ濵善之助、泉洋藤太郎、星甲實義を育成し、先代井筒が部屋を興して以来最高となる繁栄を築いた。温厚な性格で人望もあったことから日本相撲協会取締を務めたが、2度目の任期の途中に役員改選で東西両陣営から「6名ずつ選出」とした談合を破って井筒系の年寄を増やしたことが反陣営からの逆鱗に触れ、取締を途中辞任して1931年（昭和6年）1月27日に自殺した。
9代逝去後、星甲實義（鹿児島県出身）が10代井筒として部屋を継承し、幕内・鶴ヶ嶺道芳、小松山貞造らを育てた。また独立して浅香山部屋を興した3代西ノ海の逝去後、残された弟子を引き取り、源氏山祐蔵たちを幕内に育て、井筒部屋を盛り立てた。

### 双葉山道場傘下入り
1938年（昭和13年）に双葉山定次が第35代横綱に昇進してから、井筒部屋は双葉山一行と一緒に巡業を回るようになっていた。そのため、1941年（昭和16年）に双葉山相撲道場が設立されると、8代井筒が高砂部屋から分家独立して以来属していた高砂一門から双葉山相撲道場の傘下（現在の時津風一門）に転属した。
1944年（昭和19年）9月に10代井筒が逝去する。幕内・鶴ヶ嶺道芳（鹿児島県出身）の二枚鑑札も検討されたが、結果としては認められず部屋力士は所属力士は書類上、双葉山相撲道場に預けられた。
鶴ヶ嶺は1947年6月（昭和22年）に現役を引退して年寄・11代井筒を襲名、双葉山相撲道場改め時津風部屋から独立して井筒部屋を再興した。11代は関脇・鶴ヶ嶺昭男や幕内・逆鉾與治郎、太刀風義経、星甲良夫などの関取を育て上げた。
1972年（昭和47年）3月に11代井筒が逝去すると、鹿児島県出身で関脇まで務めた8代君ヶ濱（元・鶴ヶ嶺昭男）が本命視されたが、後継者を巡って意見が一致せずに、鹿児島県議会議員の娘であった11代井筒夫人の意向で、5代陸奥（元・星甲良夫）が12代井筒を襲名して部屋を継承した。8代君ヶ濱は分家独立して君ヶ濱部屋を創設した。当時2人いた幕内力士のうち、大雄は井筒部屋に残り、錦洋は君ヶ濱部屋へ移籍。また22代式守伊之助およびその弟子の行司も君ヶ濱部屋へ移籍した。
その後、12代は1974年（昭和49年）4月に年寄名跡を返上して7代陸奥を再襲名し、同時に部屋の名称も陸奥部屋へと改称したために井筒部屋の名称は一旦消滅した。年寄名跡・井筒は高砂一門の九重部屋に所属する第52代横綱・北の富士勝昭（北海道出身）が所有する形となった。北の富士は引退後独立し、「井筒部屋」を名乗った（この期間の井筒部屋については九重部屋の項目を参照）。

### 君ヶ濱から名跡変更、時津風一門に復活
北の富士が経営する井筒部屋が、母体とした九重部屋と合併したことから、君ヶ濱部屋を率いる8代君ヶ濱（元関脇・鶴ヶ嶺）は、1977年（昭和52年）12月に12代九重が所有する年寄名跡・井筒と名跡交換を行い14代井筒を襲名して、部屋の名称を君ヶ濱部屋から井筒部屋へ改称した。これに伴い、井筒部屋は再び時津風一門の系統に属することとなった。同時に、代々鹿児島県出身者によって受け継がれてきた井筒の名跡は、再び鹿児島県出身者が名乗ることになった。
14代は大関・霧島（鹿児島県出身）を初めとして、実子である関脇・逆鉾や寺尾など数多くの関取を育て上げた。
1994年（平成6年）4月に14代は停年（定年）退職を迎えたため、部屋付き親方である18代春日山（元関脇・逆鉾）が15代井筒を襲名して部屋を継承した。同年11月場所において鶴ノ富士が新十両へ昇進し、15代が部屋を継承してからは初となる関取が誕生した。2012年5月場所にはモンゴル出身の鶴竜が大関へ昇進し、2014年5月場所には第71代横綱へ昇進した。
2004年1月には、部屋付き親方である20代錣山（元関脇・寺尾、15代井筒の実弟）が分家独立して錣山部屋を創設している。

### 15代井筒（逆鉾）急逝による閉鎖
鶴竜の横綱昇進後、鶴竜を含めて所属力士3人というごく小規模な部屋となっていたが、令和元年9月場所9日目の2019年9月16日に15代井筒（元関脇・逆鉾）が急逝。また井筒部屋付きの年寄も不在であったため、15代井筒の死去により部屋の後継者が宙に浮く形となった。このため日本相撲協会では同場所千秋楽までは鶴竜以下の所属力士3人を一時的に鏡山部屋預かり（形式上は井筒部屋所属とする）とした上で場所後に井筒部屋の今後の取り扱いと所属力士の処遇について協議することを決めた。
実弟の元関脇・寺尾の経営する錣山部屋への移籍も想定されたが、同部屋は二所ノ関一門に移籍している関係上、一門を跨いだ受け入れが困難なことから、9月27日には14代井筒の弟子で15代と兄弟弟子だった元大関・霧島が運営の陸奥部屋が、鶴竜ら井筒部屋所属3力士を受け入れることが日本相撲協会の理事会で承認され、鶴竜ら井筒部屋所属の力士3人と床山1人は陸奥部屋へ転属した。現・陸奥部屋は11代から12代までの井筒部屋を源流としており、この転属で11代井筒逝去後に分裂した系統が再び一つとなった。
所属者の転属後、14代から15代まで使用した部屋の建物は15代夫人が一人で住居として生活していたが、1973年建築で老朽化が激しく、独居するには広過ぎたため、「主人は引退したらビルにしたいと夢を持っていた」という15代の生前の意向を尊重してマンションに改築されることになったが、建築現場にある建築計画の掲示板には、「共同住宅（相撲部屋付）」とあるため、相撲部屋経営者への賃貸が考慮されている。
井筒の名跡は、豊ノ島大樹、明瀬山光彦が、引退後に15代の遺族（夫人）からの借株で襲名していた（借株では部屋経営ができない）。
一方、15代が直弟子である鶴竜に対し生前から指導者としての資質を評価し、本人も部屋新設条件を満たしていることから一時は再興に意欲を示していたが、鶴竜は2023年12月に「音羽山」を襲名し、井筒部屋時代の兄弟子らを連れて音羽山部屋を新設した。
当時幕内だった志摩ノ海航洋が15代の長女・清香（元宝塚歌劇団娘役・天咲千華）と結婚して福薗家の婿養子となったことで、志摩ノ海が後継者となる可能性も出ていることから、今後の正式取得による襲名および後継者や、部屋の再興の形態、および所属一門（過去の井筒部屋は高砂一門および時津風一門だが、志摩ノ海は出羽海一門の木瀬部屋所属のため）については不透明となっている。

## 最終所在地
- 東京都墨田区両国2-2-7
- JR総武線両国駅西口より徒歩8分

## 師匠
- 6代：井筒菊治郎（前4・井筒、香川）
- 8代：西ノ海嘉治郎 (初代)（横綱・初代西ノ海、鹿児島）
- 9代：西ノ海嘉治郎 (2代)（横綱・2代西ノ海、鹿児島）
- 10代：星甲實義（前2・星甲、鹿児島）
- 11代：鶴ヶ嶺道芳（前2・鶴ヶ嶺、鹿児島）
- 12代：井筒昌男（いづつ まさお、前4・星甲、千葉）
- 13代：井筒勝昭（いづつ かつあき、横綱・北の富士、北海道）
- 14代：井筒昭男（いづつ あきお、関脇・鶴ヶ嶺、鹿児島）
- 15代：井筒好昭（いづつ よしあき、関脇・9代逆鉾、鹿児島）

## 力士

### 井筒部屋（8代〜10代時代）
横綱
- 西ノ海嘉治郎 (2代)（25代・鹿児島）8代弟子
- 西ノ海嘉治郎 (3代)（30代・鹿児島）9代弟子

大関
- 駒ヶ嶽國力（宮城）8代、9代弟子
- 豊國福馬（大分）9代弟子

関脇
- 錦洋与三郎（鹿児島）9代、10代弟子

小結
- 宮城山正見（宮城）8代、9代弟子

前頭
- 朝日枩清治郎（前1格・大阪）9代弟子（大阪相撲・猪名川部屋から一時移籍）
- 逆鉾盛吉（前1・鹿児島）9代弟子
- 八嶌山平八郎（前2・香川）8代、9代弟子
- 星甲実義（前2・鹿児島）9代弟子
- 鶴ヶ嶺道芳（前2・鹿児島）10代弟子（双葉山道場へ移籍）
- 小松山貞造（前3・石川）9代、10代弟子（双葉山道場へ移籍）
- 大江山枩太郎（前4・石川）8代、9代弟子
- 一ノ濱善之助（前4・北海道）9代弟子
- 星甲良夫（前4・千葉）10代弟子（一時、双葉山道場→時津風部屋預かり）
- 千船川浪之助（前5格・大阪）9代弟子（大阪相撲・猪名川部屋から一時移籍）
- 國ノ濱源逸（前5・鹿児島）9代、10代弟子
- 泉洋藤太郎（前7・大阪）9代弟子（一時、大阪相撲・猪名川部屋所属）
- 錦洋慶祐（前11・香川）9代弟子
- 佐渡ヶ嶌林蔵（前12・新潟）10代弟子（入門は浅香山部屋）
- 葦葉山七兵衛（前12・東京）9代、10代弟子（双葉山道場へ移籍）
- 源氏山祐蔵（前15・鹿児島）10代弟子（入門は浅香山部屋）

十両
- 三舩浪盛吉（十5・鹿児島）10代弟子（入門は浅香山部屋）
- 一ノ濱枩雄（十8・北海道）9代、10代弟子
- 上宮山勇市（十11・鹿児島）9代、10代弟子
- 薩摩洋時久（十13・鹿児島）10代弟子
- 鶴美山侑宏（十16・東京）10代弟子（一時、双葉山道場→時津風部屋預かり）

### 井筒部屋（11代〜12代時代）
関脇
- 鶴ヶ嶺昭男（鹿児島）11代弟子（入門は時津風部屋）

前頭
- 大雄辰實（前1・鹿児島）11代、12代弟子
- 錦洋幸治（前1・鹿児島）11代弟子
- 星甲良夫（前4・千葉）11代弟子
- 逆鉾與治郎（前6・鹿児島）11代弟子
- 太刀風義経（前20・鹿児島）11代弟子

十両
- 大寛宗之（十4・鹿児島）11代、12代弟子（のち陸奥部屋所属）
- 伊集院大八（十7・鹿児島）11代弟子
- 佐賀ノ海輝一（十11・佐賀）11代弟子
- 鶴美山侑宏（十16・東京）11代弟子

### 井筒部屋（14代、15代時代）
横綱
- 鶴竜力三郎（横綱・モンゴル）15代弟子（陸奥部屋へ移籍）

大関
- 霧島一博（鹿児島）14代、15代弟子

関脇
- 逆鉾昭廣（鹿児島）14代弟子
- 寺尾常史（鹿児島）14代、15代弟子

小結
- 陣岳隆（鹿児島）14代弟子

前頭
- 薩洲洋康貴（前1・鹿児島）14代弟子
- 安芸ノ州法光（前9・広島）14代、15代弟子
- 貴ノ嶺明彦（前12・福岡）14代弟子

十両
- 鶴嶺山宝一（十2・鹿児島）14代弟子
- 鶴ノ富士智万（十9・鹿児島）14代、15代弟子

#### 行司
- 22代式守伊之助（愛知）
- 30代式守伊之助（鹿児島）
- 36代木村庄之助（鹿児島）

## 君ヶ濱部屋
詳細は、この記事の歴史の双葉山道場傘下入りの最後の部分か、九重部屋の井筒部屋の最後の部分を参照されたい。

### 移籍者
- 錦洋幸治（前1・鹿児島）
- 佐賀ノ海輝一（十11・佐賀）

### 入門当時
- 霧島一博（鹿児島）
- 陣岳隆（鹿児島）
- 薩洲洋康貴（鹿児島）
- 貴ノ嶺明彦（福岡）
- 鶴嶺山宝一（鹿児島）

### 行司
- 26代木村庄之助（愛知）